# District de Saint-Florentin
Le district de Saint-Florentin est une ancienne division territoriale française du département de l'Yonne de 1790 à 1795.
Il était composé des cantons de Saint Florentin, Briénon, Ceriziers, Flogny, Hery, Ligny le Chatel, Neuvy et Venisy.